# Валори, Франсуа-Флоран де
Франсуа́-Флора́н де Валори́ (фр. François-Florent de Valori; 1763 год, Туль — 17 июля 1822 года, там же) — французский гвардейский офицер; сопровождал Людовика XVI в его попытке бегства из Франции и оставил подробное описание побега и ареста.

## Биография
Родился в городе Туле в 1763 году, находился в числе дворцовой гвардии и участвовал в защите Версальского дворца против толпы 5 и 6 октября 1789 года. Вскоре после этого был отправлен в отставку.
При попытке побега короля и королевы 21 июня 1791 года из Франции Валори был одним из трёх телохранителей. Когда короля остановили в Варенне, то и Валори взяли под стражу и заключили в тюрьму; он получил свободу по ходатайству короля, сделанному перед принятием конституции.
Валори, посланный с поручением от королевы к принцессе Ламбаль в Брюсселе, был принуждён обстоятельствами остаться вне Франции и служить в прусских войсках. Он вернулся в отечество в 1814 году; последовал в Гент за Людовиком XVIII, который произвёл его в офицеры своей гвардии. По возвращении короля в Париж, Валори стал маршалом и губернатором Дубского департамента.
Умер в Туле 17 июля 1822 года.

## Печатные издания
- Издал «Описание путешествия в Варенн», (Valori, François-Florent. — Précis historique du voyage entrepris par S. M. Louis XVI le 21 juin 1791, de l’arrestation de la famille royale à Varennes, et de son retour à Paris. — Париж: L.-G. Michaud, 1815. — 95 p.).